# Станіслав Ґжембський
Станіслав з Котлева Ґжембський (пол. Stanisław z Kotlewa Grzębski; 1761, Риб'є, Сандецький циркул — 5 липня 1808, Львів) — польський правник, граф, ректор Львівського університету в 1797—1798 роках.

## Життєпис
Народився 1761 року в маєтку Риб'є Сандецького циркулу в сім'ї Антонія з Котлева Ґжембського та його дружини Тереси з роду Сендимирів. Навчався в цісарсько-королівській гімназії в Подолинцю. У 1781 році вступив на навчання до Львівського університету, де вивчав правничі науки: природне право, право держави і народів, кримінальне право, цивільне, римське і канонічне. Після закінчення студій у 1783 році, вступив на службу до ц. к. Шляхецьких судів, де дослужився до віце-президента (від 25 вересня 1795) і врешті до президента (23 травня 1796).
Був одружений з Теклею з роду графів Стадницьких, мав сина Ґраціяна і двох доньок.
У 1797—1798 академічному році виконував уряд ректора Львівського університету.
Помер 5 липня 1808 року у Львові.

## Відзнаки
- таємний надвірний радник Його Величності (24 вересня 1801),
- графський титул (18 квітня 1804),
- президент Львівського апеляційного трибуналу (13 червня 1806),
- шамбелян (28 грудня 1806),
- Командор Королівського угорського ордена Святого Стефана (7 січня 1808)[1].